# بات كاروسو
بات كاروسو هو لاعب هوكي الحقل كندي، ولد في 30 يونيو 1963.

## وصلات خارجية
- بات كاروسو على موقع الاتحاد الدولي للهوكي (الإنجليزية)
- بات كاروسو على موقع اللجنة الأولمبية الدولية (الإنجليزية)
- بات كاروسو على موقع أوليمبيديا (الإنجليزية)
- بات كاروسو على موقع اللجنة الأولمبية الكندية (الإنجليزية)